# EGBROWSER
EGBROWSERとはエルゴソフトより2001年に販売されたPlayStation 2向けのウェブブラウザソフトウェアである。ウェブページの閲覧、音楽ファイル(MP3)再生、メール(POP3、SMTP)の送受信に対応している。
アイ・オー・データが発売するUSBモデム(P2GATE)を用いて通信する。
2002年にはPlayStation BB Unit対応版である「EGBROWSER BB」が発売された。